# Hans-Heinrich Obuch
Hans-Heinrich Obuch (* 1949 in Delmenhorst; † 3. August 2016 in Göttingen) war ein deutscher Journalist.
Nach dem Studium zum Lehramt und freiberuflicher Tätigkeit in der Erwachsenenbildung erfolgte ein Quereinstieg in den Journalismus als Autor und Moderator beim  Norddeutschen Rundfunk und beim Nordwestradio. Außerdem war Obuch TV-Kritiker der  FAZ und  Mitglied der Nominierungskommissionen und Jurys für den Grimme-Preis.